# Smyrnowe
Smyrnowe (ukr. Смирнове) – wieś na Ukrainie, w obwodzie zaporoskim, w rejonie połohowskim, siedziba hromady. W 2001 liczyła 1291 mieszkańców, spośród których 1182 wskazało jako ojczysty język ukraiński, 67 rosyjski, 1 mołdawski, 16 białoruski, a 25 ormiański.